# ملحق ثقافي
الملحق الثقافي هو دبلوماسي بمسؤوليات مختلفة، اعتمادًا على الدولة المرسلة للملحق. تاريخياً، كانت مثل هذه الوظائف تمنح للكتاب والفنانين، مما يمنحهم دخلاً ثابتًا، ويسمح لهم بتطوير أعمالهم الإبداعية مع الترويج لثقافة بلدانهم في الخارج. ومع ذلك، فإن الملحقين الثقافيين في العديد من البلدان يخدمون غرضًا مختلفًا.

## المقاصد

### الدول العربية
الغرض من الملحق الثقافي في معظم الدول العربية هو الإشراف على التعليم ما بعد الثانوي لمواطنيها، وخاصة أولئك الذين ترعاهم الدولة للدراسة في الخارج أو أولئك الذين يدرسون في البرامج التعليمية التي أنشأتها الدولة. على هذا النحو، يعمل هؤلاء الملحقون الثقافيون تحت إشراف وزارة التربية والتعليم أو وزارة التعليم العالي في بلدانهم بدلاً من وزارة الثقافة أو وزارة الخارجية. بمعنى آخر، حيث يكون السفير هو رئيس البعثة التي ترسلها وزارة الخارجية لخدمة العلاقات بين الدولة المضيفة والدولة المرسلة، فإن الملحق الثقافي للدول العربية هو رئيس البعثة التي ترسلها وزارة التربية والتعليم للإشراف على تعليم مواطني الدولة المرسلة في البلد المضيف. يمنح وضع رئيس البعثة هذا الملحقين الثقافيين مكانة دبلوماسية رفيعة المستوى مقارنة بالدول الأخرى التي لا يكون فيها دور الملحق الثقافي مهمًا ولا حيويًا.
على سبيل المثال، يمكن أن ترسل وزارة التعليم السعودية الملحق الثقافي للإشراف وإدارة برامج التدريب الطبي التي تدرب طلاب الطب السعوديين في الجامعات والمستشفيات بالخارج (بالإضافة إلى أداء المسؤوليات المذكورة أعلاه للإشراف على البرامج والطلاب الذين ترعاهم الدولة).

### الولايات المتحدة
يُعرف الملحقون الثقافيون الأمريكيون تاريخياً بأنهم جواسيس ينتحلون صفة الدبلوماسيين. في حين تم استخدام هذا التكتيك في المقام الأول خلال الحرب الباردة ضد دول أوروبا الشرقية المتحالفة مع الاتحاد السوفيتي، فقد أرسلت الولايات المتحدة جواسيس متنكرين كدبلوماسيين إلى أمريكا اللاتينية والشرق الأوسط وشمال إفريقيا. هذا تكتيك استخباراتي فعال للغاية لأن الملحقين الثقافيين لديهم هدف واسع جدًا ويتم تغطيتهم بالحصانة الدبلوماسية، التي يحميها القانون الدولي في حالة اتهامهم بالتجسس.

## روابط خارجية
- "ما عمل الملحق الثقافي؟" - جون ل.براون، مجلة الخدمة الخارجية، المجلد. 41، رقم 6 (يونيو 1964)